# Nephrotoma atrohirsuta
Nephrotoma atrohirsuta är en tvåvingeart som beskrevs av Alexander 1973. Nephrotoma atrohirsuta ingår i släktet Nephrotoma och familjen storharkrankar. Inga underarter finns listade i Catalogue of Life.